# Triangolare di cricket del 1912
Il Triangolare di cricket del 1912 è stato il primo torneo internazionale della storia del cricket, si disputò dal 27 maggio al 28 agosto e fu organizzato direttamente dall'Imperial Cricket Conference e vi parteciparono le uniche tre squadre a godere del Test status all'epoca.
Inizialmente era prevista una cadenza quadriennale ma in seguito all'insuccesso della prima edizione il torneo fu soppresso.

## Storia
Prima della fondazione dell'Imperial Cricket Council le squadre nazionali di cricket organizzavano autonomamente il proprio calendario e le loro attività erano limitate ai tour, ovvero visite ufficiali di una nazione in casa di un'altra per disputare una serie di Test match. Queste sfide pertanto non coinvolgevano mai più di due squadre nazionali contemporaneamente.
Nel 1909 il neonato organismo Imperial Cricket Council discusse e approvò la proposta di far giocare un torneo triangolare tra Australia, Inghilterra e Sudafrica (indubbiamente le nazioni più forti del mondo nonché uniche a godere del Test status all'epoca), venne stabilito che il primo torneo si sarebbe tenuto in Inghilterra nel 1912 e che la cadenza sarebbe stata quadriennale.
Per conferire prestigio alla manifestazione e per aumentare l'interesse del pubblico venne deciso anche che le 3 partite tra Australia e Inghilterra sarebbero state considerate come una serie del trofeo The Ashes (la più antica e prestigiosa sfida del mondo del cricket) nonostante appena 5 mesi prima si fosse conclusa una serie ufficiale.
Il torneo fu funestato fin dall'inizio da problemi, infatti ben 6 tra i più importanti giocatori australiani rifiutarono di partecipare riducendo le potenzialità degli Aussies, inoltre a causa delle pesanti e inaspettate piogge (oltre il doppio della media stagionale) molte partite vennero alterate, gli appassionati lamentarono poi l'eccessiva lunghezza della manifestazione (3 mesi). A questo va aggiunta la delusione per la scarsa prestazione dei giocatori sudafricani abituati ad un pitch troppo diverso da quello su cui erano costretti a giocare le partite del torneo. Ulteriore fattore negativo fu la regolare mancanza di pubblico, infatti perfino nelle partite della squadra inglese il cattivo tempo causò un pubblico al di sotto delle aspettative, l'apice si raggiungeva nelle partite tra Australia e Sudafrica poiché la mancanza di sostenitori degli ospiti e il disinteresse degli appassionati britannici verso le partite costringeva i giocatori a disputare le partite in stadi quasi completamente vuoti.
Nonostante le polemiche il torneo si disputò tra il 27 maggio e il 28 agosto e vide il successo della squadra padrona di casa. Per tutti i motivi sopraelencati la manifestazione fu un clamoroso insuccesso e non ne furono disputate altre edizioni. Per i decenni successivi l'idea stessa di una competizione di cricket diversa dai tour bilaterali fu inconcepibile fino all'invenzione del One Day International nel 1971 che porterà alla prima edizione della coppa del mondo di cricket nel 1975.
L'esperienza di un torneo internazionale di test cricket fu ripetuta solo in un'altra occasione oltre 80 anni dopo con l'Asian Test Championships, ma anche questo non fu un grande successo e ne furono disputate solo due edizioni, la prima nel 1999 e la seconda nel 2001-2002.

## Squadre
Inghilterra
- C. B. Fry (capitano)
- Jack Hobbs
- William Rhodes
- Reginald Spooner
- Frank Woolley
- Johnny Douglas
- Jack Hearne
- Pelham Warner
- Frank Foster
- Schofield Haigh
- Tiger Smith
- Sydney Barnes
- Gilbert Jessop
- Harry Dean
- Ernie Hayes
- Bill Hitch
- Walter Brearley

Australia
- Syd Gregory (capitano)
- Warren Bardsley
- Barlow Carkeek
- Sid Emery
- Gerry Hazlitt
- Claude Jennings
- Charles Kelleway
- John McLaren
- Charlie Macartney
- Jimmy Matthews
- Edgar Mayne
- Roy Minnett
- David Smith
- Harold Webster
- Bill Whitty

Sudafrica
- Frank Mitchell (capitano)
- Louis Tancred (capitano)
- Rolland Beaumont
- Tom Campbell
- Claude Carter
- Joe Cox
- Aubrey Faulkner
- Gerald Hartigan
- Charles Llewellyn
- Dave Nourse
- Sid Pegler
- Reggie Schwarz
- Tip Snooke
- Louis Stricker
- Herbie Taylor
- Tommy Ward
- Gordon White

## Torneo

### Partite

#### Primo turno
| Data              | Luogo                                               |             |           | Risultato                         |
| ----------------- | --------------------------------------------------- | ----------- | --------- | --------------------------------- |
| 27-28 maggio 1912 | Old Trafford Cricket Ground Manchester, Inghilterra | Australia   | Sudafrica | AUS vince di un Innings e 88 runs |
| 10-12 giugno 1912 | Lord's Cricket Ground Londra, Inghilterra           | Inghilterra | Sudafrica | ENG vince di un Innings e 62 runs |
| 24-26 giugno 1912 | Lord's Cricket Ground Londra, Inghilterra           | Inghilterra | Australia | DRAW                              |

#### Secondo turno
| Data              | Luogo                                               |             |           | Risultato               |
| ----------------- | --------------------------------------------------- | ----------- | --------- | ----------------------- |
| 8-10 luglio 1912  | Headingley Cricket Ground Leeds, Inghilterra        | Inghilterra | Sudafrica | ENG vince di 174 runs   |
| 15-17 luglio 1912 | Lord's Cricket Ground Londra, Inghilterra           | Australia   | Sudafrica | AUS vince di 10 wickets |
| 29-31 luglio 1912 | Old Trafford Cricket Ground Manchester, Inghilterra | Inghilterra | Australia | DRAW                    |

#### Terzo turno
| Data              | Luogo                                |             |           | Risultato               |
| ----------------- | ------------------------------------ | ----------- | --------- | ----------------------- |
| 5-7 agosto 1912   | Trent Bridge Nottingham, Inghilterra | Australia   | Sudafrica | DRAW                    |
| 12-13 agosto 1912 | The Oval Londra, Inghilterra         | Inghilterra | Sudafrica | ENG vince di 10 wickets |
| 19-22 agosto 1912 | The Oval Londra, Inghilterra         | Inghilterra | Australia | ENG vince di 244 runs   |

### Classifica
| Squadra     | Pld | Vinte | Perse | Draw |
| ----------- | --- | ----- | ----- | ---- |
| Inghilterra | 6   | 4     | 0     | 2    |
| Australia   | 6   | 2     | 1     | 3    |
| Sudafrica   | 6   | 0     | 5     | 1    |

## The Ashes
| Data              | Luogo                                               |             |           | Risultato             |
| ----------------- | --------------------------------------------------- | ----------- | --------- | --------------------- |
| 24-26 giugno 1912 | Lord's Cricket Ground Londra, Inghilterra           | Inghilterra | Australia | DRAW                  |
| 29-31 luglio 1912 | Old Trafford Cricket Ground Manchester, Inghilterra | Inghilterra | Australia | DRAW                  |
| 19-22 agosto 1912 | The Oval Londra, Inghilterra                        | Inghilterra | Australia | ENG vince di 244 runs |